# Dmitrij Szepiłow
Dmitrij Trofimowicz Szepiłow (ros. Дми́трий Трофи́мович Шепи́лов, ur. 23 października?/5 listopada 1905 w Aszchabadzie, zm. 18 sierpnia 1995 w Moskwie) – radziecki polityk, ekonomista marksistowski, członek korespondent Akademii Nauk ZSRR, minister spraw zagranicznych ZSRR (1956–1957), generał major Armii Radzieckiej, deputowany do Rady Najwyższej ZSRR 3. i 4. kadencji.

## Życiorys
Skończył szkołę w Taszkencie i Wydział Prawa Uniwersytetu Moskiewskiego, a później Wydział Rolniczy Instytutu Czerwonej Profesury. W 1925 wstąpił do partii komunistycznej i został prokuratorem w Jakucji. 1933–1935 pracownik aparatu politycznego na syberyjskich wsiach. Od 1935 pracownik, od 1938 sekretarz naukowy Instytutu Ekonomii Akademii Nauk ZSRR.
W końcu czerwca 1941 zgłosił się ochotniczo do Armii Czerwonej, gdzie dosłużył się stopnia generała majora i stanowiska szefa Wydziału Politycznego 4 Gwardyjskiej Armii.
Od 1946 pracował w redakcji „Prawdy” jako redaktor działu propagandy, a 1952–1956 redaktor naczelny „Prawdy”. Od 1953 członek korespondent Akademii Nauk ZSRR. 1955–1957 członek KC KPZR, 1956–1957 kandydat na członka Prezydium KC. W przemówieniu na XX Zjeździe KPZR podkreślał konieczność „eksportu rewolucji” i „socjalizmu” poza ZSRR. Od 1 czerwca 1956 do 15 lutego 1957 był ministrem spraw zagranicznych ZSRR, zastępując na tym stanowisku Wiaczesława Mołotowa. Przyczynił się do nawiązania przez ZSRR stosunków z krajami Bliskiego Wschodu, w przeciwieństwie do swoich poprzedników, dla których liczyła się tylko Europa. W czerwcu 1956 jako pierwszy minister spraw zagranicznych ZSRR odwiedził Egipt, Syrię, Liban i Grecję. Podczas rozmów z prezydentem Egiptu Naserem zawarł z nim tajne porozumienie w sprawie sponsorowania przez ZSRR budowy Tamy Asuańskiej. Reprezentował stanowisko ZSRR podczas kryzysu sueskiego i powstania na Węgrzech 1956. W czerwcu 1957 przyłączył się do „Grupy Antypartyjnej” Malenkowa, Kaganowicza i Mołotowa w próbie obalenia Nikity Chruszczowa. W 1962 wykluczony z KPZR, członkostwo partii przywrócono mu w 1976.

## Odznaczenia
- Order Lenina
- Order Czerwonego Sztandaru (dwukrotnie)
- Order Kutuzowa I klasy
- Order Bohdana Chmielnickiego I klasy
- Order Suworowa II klasy
- Order Wojny Ojczyźnianej I klasy
- Order Czerwonej Gwiazdy
- Medal „Za obronę Stalingradu”
- Medal „Za zwycięstwo nad Niemcami w Wielkiej Wojnie Ojczyźnianej 1941–1945”

## Prace
- Политическая экономия. Учебник. (Podręcznik marksistowskiej ekonomii politycznej) — К. В. Островитянов, Д. Т. Шепилов, Л. А. Леонтьев, И. Д. Лаптев, И. И. Кузьминов, Л. М. Гатовский, П.Ф. Юдин, А.И. Пашков, В.И. Переслегин. — М.: Госполитиздат, 1954. — 454 с.

Przekłady na język polski
- Konstantin Ostrowitianow, Dmitrij Szepiłow, Pawieł Judin, Lew Leontjew, i in.: Ekonomia polityczna. Podręcznik (Tytuł oryginału: Političeskaâ èkonomiâ). Pod redakcją Konstantina Ostrowitianowa ; tł. Seweryn Żurawicki, Józef Zawadzki, Ryszard Gradowski, Regina Winiewska, Maksymilian Pohorille. Warszawa: Książka i Wiedza, 1955. 839, [1] strona ; 22 cm.